# Razionalità limitata
La razionalità limitata è il concetto, o idea, secondo cui, durante il processo decisionale, la razionalità di un individuo è limitata da vari fattori: dalle informazioni che possiede, dai limiti cognitivi della sua mente, dalla quantità finita di tempo di cui dispone per prendere una decisione. È stata proposta da Herbert A. Simon quale base alternativa per la modellazione matematica del processo decisionale, come usata in economia e in discipline correlate; essa integra la razionalità intesa solo come ottimizzazione, in cui quello decisionale sarebbe un processo pienamente razionale di ricerca di una scelta ottimale date le informazioni disponibili.
Si può guardare alla razionalità limitata anche da un'altra prospettiva: poiché i decisori difettano delle capacità e delle risorse per arrivare alla soluzione ottimale, essi applicano invece la loro razionalità solo dopo un'enorme semplificazione delle scelte disponibili. Ovvero, il decisore agisce come un “satisficer”, cioè qualcuno che cerca una soluzione soddisfacente, anziché la migliore in assoluto. Simon usa l'analogia di un paio di forbici, dove una lama è la “limitazione cognitiva” degli esseri umani e l'altra è la “struttura dell'ambiente”; menti con risorse cognitive limitate possono quindi avere successo sfruttando strutture preesistenti e regolarità nell'ambiente.
Alcuni modelli di comportamento nelle scienze sociali assumono che gli umani possano ragionevolmente essere approssimati o descritti come entità razionali (si veda,  per esempio, la teoria della scelta razionale). Svariati modelli economici danno per scontato che le persone abbiano una razionalità media, e possano in quantità sufficientemente grandi essere approssimati come agenti in accordo alle loro preferenze. Il concetto di razionalità limitata rivede questo assunto per tenere conto del fatto che decisioni perfettamente razionali spesso non sono realizzabili nella pratica, proprio a causa della quantità finita di risorse computazionali disponibili per prenderle.

## Origini
Si pensa che il termine sia stato coniato da Herber A. Simon. In “Models of Man” Simon sottolinea che la maggior parte delle persone sono solo in parte razionali, e sono irrazionali nella rimanente parte delle loro azioni. In un altro lavoro, egli afferma che “agenti dalla razionalità limitata sperimentano limiti nella formulazione e risoluzione di problemi complessi e nel processare (ricevere, memorizzare, recuperare, trasmettere) informazione”.. Simon descrive una serie di dimensioni lungo le quali i modelli classici della razionalità possono essere resi in qualche modo più realistici, mentre aderiscono ad una abbastanza rigorosa formalizzazione. Questi includono: 
- limitazione dei tipi della funzione di utilità 
- riconoscimento dei costi di raccolta ed elaborazione delle informazioni 
- possibilità di avere una funzione di utilità “vettoriale” o “multi-valore”. 
Simon suggerisce che gli agenti economici usino euristiche per prendere decisioni piuttosto che una rigida regola di ottimizzazione. Essi lo fanno a causa della complessità della situazione e della loro incapacità di elaborare e calcolare l'utilità attesa di ogni azione alternativa. I costi della decisione potrebbero essere elevati e ci sono spesso altre attività economiche concorrenti che richiedono decisioni.

## Un modello comportamentale di scelta razionale
In un suo articolo del 1955, “A Behavioral Model of Rational Choice”, Simon sostiene di aver cercato di costruire definizioni di "scelta razionale" che sono modellate più vicino agli effettivi processi decisionali nel comportamento degli organismi rispetto alle definizioni finora proposte. È stato delineato un modello abbastanza completo per il caso statico e descritta un'estensione di questo modello nelle dinamiche anche se, sempre secondo Simon, molto resta da fare prima di poter gestire realisticamente un sistema completamente dinamico.
Nell'introduzione è stato suggerito che le definizioni di questo tipo potrebbero avere valore normativo e descrittivo. In particolare possono suggerire approcci alla scelta razionale in aree che appaiono essere di gran lunga superiori alle capacità di computazione attualmente esistenti o prospettabili. Il confronto di un I.Q. di un computer con quello di un essere umano è molto difficile. Se si dovessero scomporre i punteggi realizzati da ciascuno su un test di intelligenza globale, si potrebbero indubbiamente trovare situazioni in cui in alcuni fattori uno ha totalizzato punteggi da genio e l'altro sembrerebbe un idiota - ma anche viceversa.
Un'indagine sulle possibili definizioni di razionalità potrebbe suggerire indicazioni per la progettazione e l'uso di apparecchiature informatiche con punteggi abbastanza buoni su alcuni dei fattori di intelligenza in cui i computer attuali sono stupidi.
Lo scopo più ampio, tuttavia, nella costruzione di queste definizioni di razionalità "approssimate" è di fornire del materiale per la costruzione di una teoria del comportamento di un individuo umano o di gruppi di individui che prendono decisioni in un contesto organizzativo. 
L'apparente paradosso da affrontare è nella teoria economica dell'impresa e nel tentativo dell'amministrazione di affrontare il comportamento umano in situazioni in cui tale comportamento è almeno "nelle intenzioni" razionale, mentre, nello stesso tempo, si può dimostrare che se assumiamo i tipi globali di razionalità della teoria classica i problemi di struttura interna della azienda o altra organizzazione in gran parte svaniscono.
Il paradosso svanisce, ed i contorni della teoria cominciano ad emergere, quando sostituiamo a "uomo economico" o "amministrativo" un organismo che sceglie con conoscenze e capacità limitate. Semplificazioni di questo organismo del mondo reale ai fini della scelta introducono discrepanze tra il modello semplificato e la realtà; e queste discrepanze, a loro volta, servono a spiegare molti dei fenomeni di comportamento organizzativo.”

## Estensioni del modello
Dal momento che i decisori devono prendere decisioni su come e quando decidere, Ariel Rubinstein ha proposto di modellare la razionalità limitata specificando esplicitamente procedure decisionali. Questo pone lo studio delle procedure decisionali in un ambito di ricerca. 
Gerd Gigerenzer opina che i teorici della decisione non hanno realmente aderito alle idee originali di Simon. 
Piuttosto, essi hanno considerato come le decisioni possono essere paralizzate dalle limitazioni della razionalità, o hanno modellato come le persone possano far fronte alla loro incapacità di ottimizzare. 
Gigerenzer propone e mostra come semplici euristiche spesso conducano alla migliore decisione rispetto alle procedure teoricamente considerate ottimali.
In seguito Huw Dixon afferma che potrebbe non essere necessario analizzare in dettaglio il processo del ragionamento sottostante la razionalità limitata. Se credessimo che gli agenti scelgono un'azione che li porti “vicino” alla soluzione ottimale, allora possiamo usare il concetto di epsilon-ottimizzatore, che significa scegliere le azioni affinché il payoff sia entro l'epsilon dell'ottimale. Se definiamo ottimale (la miglior scelta possibile) payoff come {\displaystyle U^{*}}, allora l'insieme di epsilon-opzioni ottimali S(ε) può essere definito come tutte quelle opzioni s tali che:

{\displaystyle U(s)\geq U^{*}-\epsilon }.
Il concetto di rigorosa razionalità è quindi un caso speciale (ε=0). Il vantaggio di questo approccio è che si evita di dover specificare in dettaglio il processo di ragionamento, piuttosto semplicemente si assume che tutto ciò che il processo è, è sufficientemente buono per portarci vicino alla soluzione ottimale. 
Da un punto di vista computazionale, le procedure decisionali possono essere codificate in algoritmi ed euristiche. Edward Tsang sostiene che l'effettiva razionalità di un agente è determinata dalla sua intelligenza computazionale. Ponendo tutto il resto uguale, un agente che abbia migliori algoritmi ed euristiche potrebbe prendere “più razionali” (ottimali) decisioni piuttosto che uno che abbia euristiche ed algoritmi qualitativamente inferiori.

## La razionalità limitata e l'apprendimento nelle organizzazioni
In una pubblicazione più recente, “Bounded Rationality and Organizational Learning , nel 1991, Simon cerca di spiegare i processi di apprendimento nelle organizzazioni, che quindi non riguardano più un singolo agente ma una molteplicità di agenti, tenendo conto sempre dei limiti della razionalità limitata. Egli sostiene che un'organizzazione apprende in due modi differenti: 
a) dall'apprendimento dei suoi membri
b) integrando nuovi membri che apportano conoscenze che l'organizzazione non possedeva precedentemente.
Nel paragrafo conclusivo, Simon specifica chiaramente che nel suo studio ha cercato di mostrare come concetti della psicologia cognitiva contemporanea, atti a spiegare come gli individui apprendono e cercano di risolvere problemi, e l'esperienza umana, possono essere applicati all'analisi dell'apprendimento nelle organizzazioni. In questo lavoro ha presentato alcuni esempi su come specifiche situazioni che si presentano nelle organizzazioni possono essere compresi in termini di questi concetti. Egli ha fatto alcuni commenti sulla strategia di ricerca, rimarcando come gli esperimenti possano essere utili per studiare i meccanismi. 
Ma al di là di tutto ha enfatizzato il ruolo di attenti studi sui singoli casi che possono verificarsi nella ricerca sull'apprendimento nelle organizzazioni. Con “attenti” indica studi che esplorano i contenuti di importanti “memorie” organizzative, il modo in cui questi contenuti sono stati considerati (o ignorati) nel processo decisionale, e il modo in cui essi sono stati acquisiti dalle organizzazioni e trasmessi da una parte dell'organizzazione ad un'altra. Tra i contenuti di ciò che è avvenuto in passato forse il più importante è la rappresentazione (o le rappresentazioni, se non c'è uniformità di vedute) dell'organizzazione stessa e dei suoi obiettivi, poiché è proprio questa rappresentazione che fornisce le basi per definire i ruoli dei membri dell'organizzazione. 
Se la teoria organizzativa trova utile delineare alcune delle idee che sono emerse nella psicologia cognitiva, sarà vantaggioso anche prendere in prestito anche la terminologia usata durante la discussione di queste idee. Senza lavorare verso un più alto livello di consistenza nella terminologia che prevale nella teoria delle organizzazioni odierna, sarà difficile o impossibile accumulare e assemblare in una struttura coerente le conoscenze che stiamo ottenendo da singoli casi di studio ed esperiementi. Staremmo continuamente “reinventando la ruota”, dice Simon. Questo è un lusso che non possiamo permetterci.

## Exploration ed exploitation nell'apprendimento organizzativo
In “Exploration and exploitation in organizational learning” James G. March studia il rapporto fra l'esplorazione di nuove possibilità e lo sfruttamento di conoscenze già consolidate nell'apprendimento nelle organizzazioni. Esamina alcune complicazioni nella ripartizione delle risorse tra i due, in particolare quelle introdotte dalla distribuzione dei costi e dei benefici attraverso il tempo e lo spazio, e gli effetti di interazione ecologica. 
Sono modellate due situazioni generali che coinvolgono lo sviluppo e l'utilizzo della conoscenza nelle organizzazioni. Il primo è il caso di apprendimento reciproco tra i membri di un'organizzazione e di un codice organizzativo. Il secondo è il caso di apprendimento e del vantaggio competitivo in competizione per il primato. L'argomento sviluppato riguarda come i processi adattivi, raffinando lo sfruttamento più rapidamente dell'esplorazione, rischiano di essere efficaci nel breve periodo, ma autodistruttivi nel lungo periodo. Egli valuta la possibilità che certe pratiche organizzative comuni migliorino questa tendenza.
L'apprendimento, l'analisi, l'imitazione, la rigenerazione e il cambiamento tecnologico sono i principali componenti di qualsiasi sforzo per migliorare le performance organizzative e rafforzare il vantaggio competitivo. Ognuno di essi comporta l'adattamento e un delicato compromesso tra exploration ed exploitation. Questi compromessi non sono influenzati dai loro contesti di costi e benefici distribuiti ed interazione ecologica. L'essenza dell'exploitation è il raffinamento e l'estensione delle competenze, tecnologie e paradigmi esistenti; il rendimento che fornisce è positivo, ma approssimato e prevedibile. L'essenza dell'exploration è la sperimentazione di nuove alternative; il rendimento può essere incerto, distante, e spesso negativo. Pertanto, la distanza nel tempo e nello spazio tra il locus dell'apprendimento e il locus per la realizzazione dei rendimenti è generalmente maggiore nel caso di exploration piuttosto che con l'exploitation, così come è l'incertezza.
Tali caratteristiche del contesto di adattamento portano a una tendenza a sostituire lo sfruttamento di alternative note con l'esplorazione di quelle sconosciute, per aumentare l'affidabilità di prestazioni piuttosto oltre la loro media. Questa struttura di processi adattativi è potenzialmente autodistruttiva. Infatti, si degrada l'apprendimento organizzativo in una situazione di apprendimento reciproco. L'apprendimento reciproco conduce alla convergenza tra le credenze dell'organizzazione e quelle individuali. Questa convergenza è generalmente utile sia per gli individui che per l'organizzazione. Tuttavia, una grave minaccia per l'efficacia di tale apprendimento è la possibilità che gli individui si adattino a un codice organizzativo prima che il codice stesso possa apprendere da loro. La relativamente lenta socializzazione fra i nuovi membri dell'organizzazione e un moderato turnover sostengono la variabilità delle credenze individuali, migliorando così la conoscenza individuale media dell'organizzazione nel lungo periodo.
L'enfasi sull'exploitation compromette anche la posizione competitiva, laddove finire al top è importante. Incrementi nelle performance medie dati dalle conoscenze di base possono essere insufficienti per coprire gli effetti avversi dalla riduzione in variabilità. L'ambigua utilità dell'apprendimento in una competizione non è semplicemente un artefatto della rappresentazione delle conoscenze in termini di media e varianza di una distribuzione normale. Il fattore chiave è l'effetto della conoscenza sulla parte destra della coda della distribuzione delle performance. Così, alla fine, gli effetti derivano dalla relazione fra conoscenza e scoperta.
La conoscenza, l'apprendimento e l'educazione rimangono strumenti profondamente importanti per il benessere umano. 
Nella migliore delle ipotesi, i modelli presentati suggeriscono alcune considerazioni che coinvolgono il riflettere sulla scelta fra exploration ed exploitation e il sostenere l'exploration a fronte di processi adattivi che tendono a inibirla. La complessità della distribuzione dei costi e dei rendimenti attraverso il tempo e i gruppi rendono un'esplicita determinazione dell'ottimalità un esercizio non banale. Ma potrebbe essere costruttivo riconfermare alcuni elementi di saggezza popolare che asseriscono che il rendimento dell'apprendimento veloce non è sempre del tutto positivo, che la rapida socializzazione può incidere sui “socializzanti” sebbene aiuti i “socializzati”, che lo sviluppo delle conoscenza può dipendere dal mantenere un'influenza sul naif e l'ignorante, e infine che la vittoria competitiva non va in modo affidabile a chi è opportunamente istruito.